# Nick Mangold
Nick Mangold (født 13. januar 1984 i Centerville, Ohio, USA) er en amerikansk footballspiller, der spiller i NFL som center for New York Jets. Han kom ind i ligaen før 2006-sæsonen og har ikke spillet for andre klubber end Jets.

## Klubber
- 2006-: New York Jets